# Madstock!
Madstock! är ett livealbum av den brittiska ska/popgruppen Madness, släppt den 2 november 1992. Albumet spelades in under Madness första konserter sedan deras splittring 1986, 8 och 9 augusti 1992 i Finsbury Park, London. Konserten blev en succé och hölls även 1994, 1996 och 1998.
Albumet nådde en 22:a plats på den brittiska albumlistan. "The Harder They Come", en cover på en sång av Jimmy Cliff, släpptes som den enda singeln från detta album och nådde en 44:e placering på singellistan.
Under öppningslåten "One Step Beyond..." på den första konserten 8 augusti, ledde den 36 000 personer stora publikens hoppande till ett utslag på 4.5 på Richterskalan.

## Låtlista
1. "One Step Beyond..." (Cecil Campbell) – 3:32
2. "The Prince" (Lee Thompson) – 2:33
3. "Embarrassment" (Thompson, Michael Barson) – 3:18
4. "My Girl" (Barson) – 2:58
5. "The Sun and the Rain" (Barson) – 3:27
6. "Grey Day" (Barson) – 5:15
7. "It Must Be Love" (Labi Siffre) – 3:39
8. "Shut Up" (Graham McPherson, Christopher Foreman) – 3:37
9. "Driving in My Car" (Barson) – 3:40
10. "Bed & Breakfast Man" (Barson) – 2:29
11. "Close Escape" (Thompson, Foreman) – 2:54
12. "Wings of a Dove" (McPherson, Carl Smyth) – 3:26
13. "Our House" (Foreman, Smyth) – 3:32
14. "Night Boat to Cairo" (McPherson, Smyth) – 3:44
15. "Madness" (Campbell) – 3:08
16. "House of Fun" (Thompson, Barson) – 2:55
17. "Baggy Trousers" (McPherson, Foreman) – 2:39
18. "The Harder They Come" (Jimmy Cliff) – 5:48

## Medverkande
- Graham McPherson – sång
- Chas Smash – sång, bakgrundssång, trumpet
- Christopher Foreman – gitarr
- Mark Bedford – basgitarr
- Michael Barson – keyboard
- Daniel Woodgate – trummor
- Lee Thompson – saxofon